# 加藤恵津子
加藤 惠津子（かとう えつこ、1965年 - ）は、日本の文化人類学者。国際基督教大学教授。

## 略歴
埼玉県出身。1988年慶應義塾大学文学部文学科英米文学専攻卒業。1992年同大学院文学研究科英語学・言語学専攻修士課程修了。2001年トロント大学人類学部博士課程修了。
1992年茨城キリスト教大学短期大学部講師。1993年目白学園女子短期大学講師。2001年ブリティッシュコロンビア大学博士研究員。2002年国際基督教大学助教授、2007年准教授、2008年上級准教授、2015年教授。

## 著書

### 単著
- 『〈お茶〉はなぜ女のものになったか』（紀伊國屋書店, 2004年）ISBN 978-4314009720
- 『「自分探し」の移民たち』（彩流社, 2009年）ISBN 978-4779114687
- 『The Tea Ceremony and Women's Empowerment in Modern Japan』（RoutlegdeCurzon, 2004年）ISBN 978-0415652186

### 共編著
- （山本真弓編）『文化と政治の翻訳学』（明石書店, 2010年）
- （桑山敬己編）『日本はどのように語られたか』（昭和堂, 2016年）
- （久木元真吾共著）『グローバル人材とは誰か』（青弓社, 2016年）
- （山口富子共編）『リベラルアーツは〈震災・復興〉とどう向き合うか』（風行社, 2016年）

### 分担執筆
- （中村政男）『Globalization of Post-Bubble Japan』（Palgrave Macmillan, 2002年）
- （Susan Shifrin）『Women as Sites of Culture』（Ashgate Publishing Limited, 2002年）